# 白沙屯拱天宮
24°34′17″N 120°42′33″E / 24.571483°N 120.709122°E

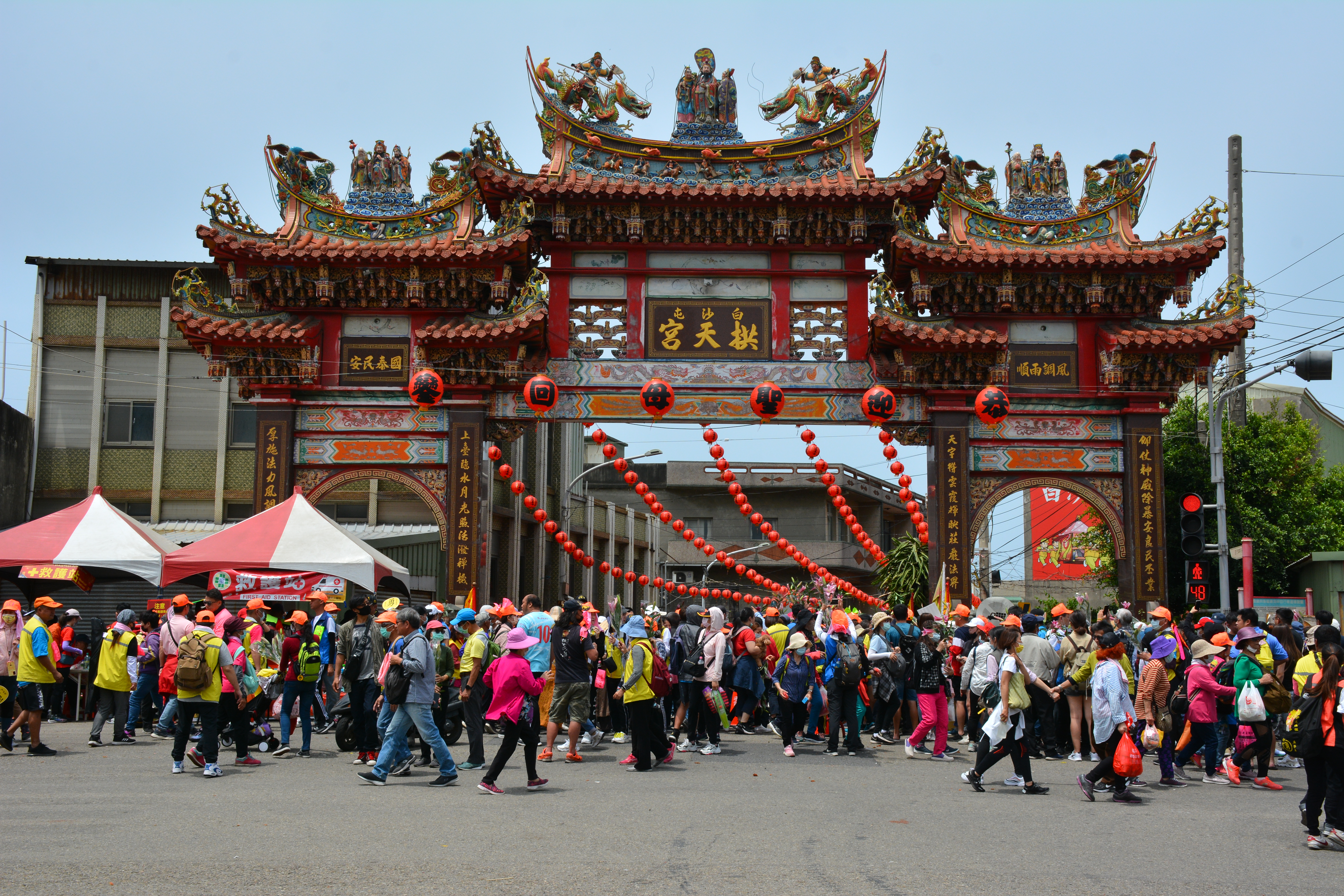
白沙屯拱天宮的牌樓

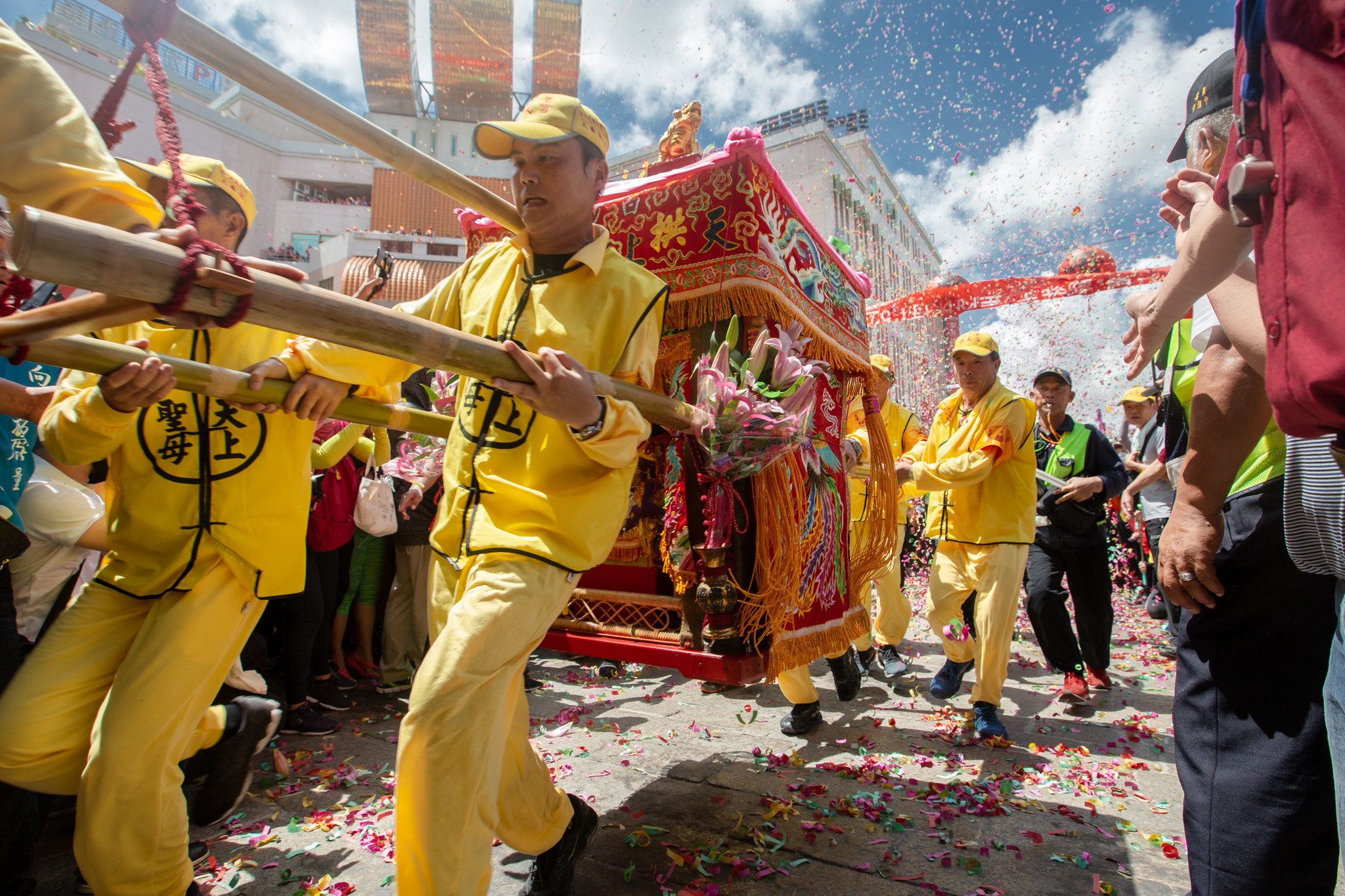
白沙屯拱天宮媽祖

白沙屯拱天宮，是位於臺灣苗栗縣通霄鎮白沙屯的媽祖廟，其徒步進香活動為中華民國無形文化資產民俗類。每年往北港朝天宮進香總吸引大批信徒跟隨，白沙屯媽祖進香沒有固定路線和日期。

## 廟宇沿革
白沙墩拱天宮設廟歷史可追溯至乾隆年間。根據國史館臺灣文獻館資料，聖母祠（今拱天宮天上聖母）以業主身分，於1901年（明治34年）11月10日向日治時期的臨時臺灣土地調查局（時任局長後藤新平），提出台中縣苗栗廳苗栗二堡白沙墩庄土地申告書，其土地產權理由書詳細記載，此係陳柏樹（查白沙墩九房陳朝合家族渡台第2代，現為祭祀公業法人苗栗縣陳盛林）於乾隆年間向後壠社番給墾，當時庄中公議，踏為聖母祠（今拱天宮天上聖母）之業，每年將其田園贖佃議交管理人收存，以作天上聖母香祀。而當初申告之管理人為陳興黎（或陳黎），即為陳柏樹之曾孫（查白沙墩九房陳家渡台第5代）。另有關白沙墩拱天宮（原聖母祠）現址建廟由來，依據前項資料另一份申告書記載，亦是以聖母祠（今拱天宮天上聖母）為業主，由管理人陳興黎申報為祠廟敷地，此係同治年間（1862-1874年）陳金蘭（查白沙墩九房陳家渡台第4代）將此地獻與聖母祀建築廟宇，內祀神祇，以祈合境平安。
乾隆年間，陳志城入墾本地，繼有駱當入墾於過港庄，續有林、王、鄭等諸姓加入墾荒，奉請一尊軟身媽祖供奉於民宅，乃全庄精神之所託。咸豐年間，白沙屯居民一起集資為輪值於爐主家的媽祖神像籌建廟宇，於1863年（同治二年）完工。今址為通霄鎮白東里8號。

### 格局

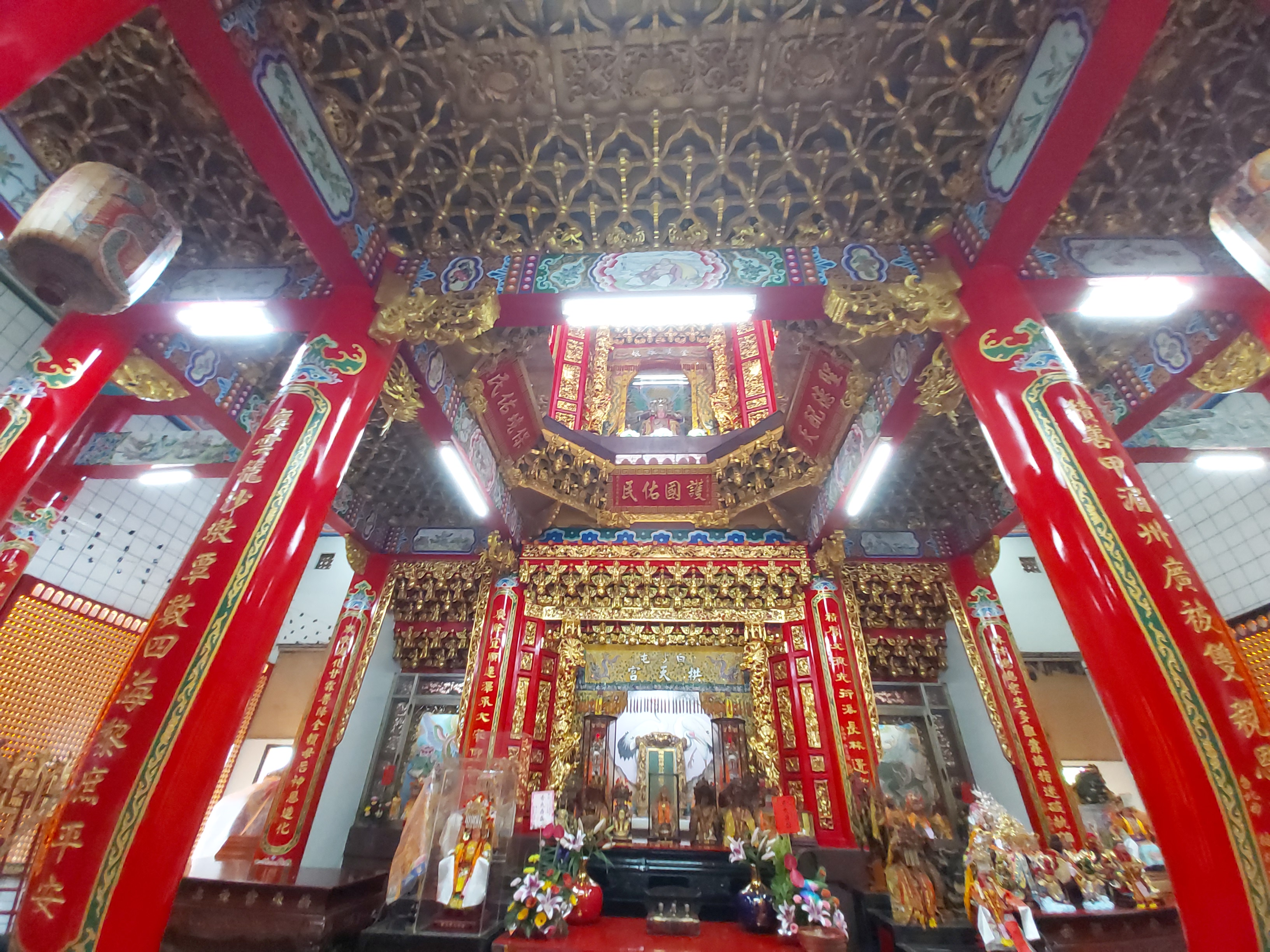
白沙屯拱天宮聖父母殿

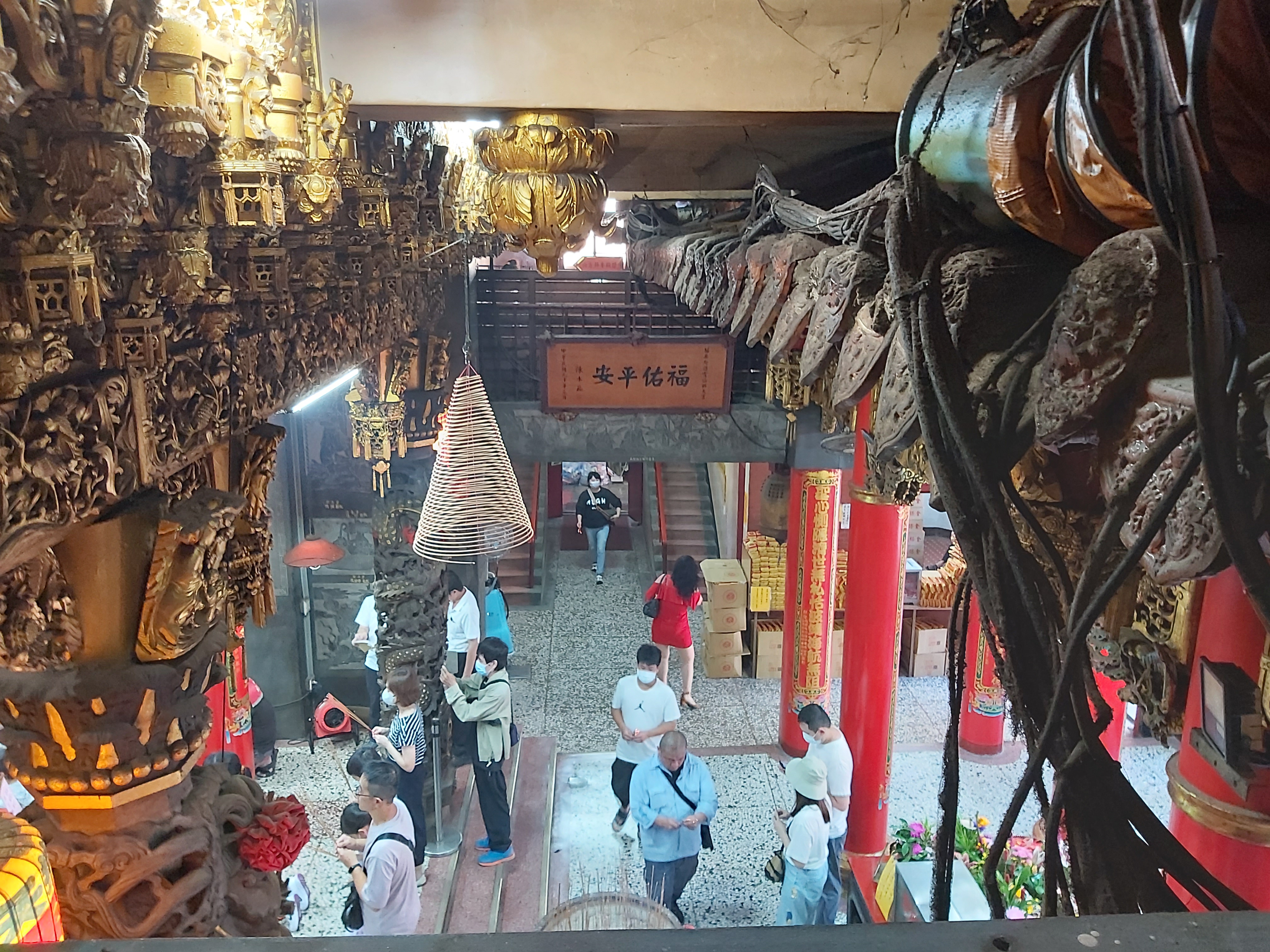
拜殿俯視圖

一樓正殿為天上聖母殿，神房內供奉的軟身媽祖神像歷史比拱天宮悠久，本地人稱為「大媽」，集開基、鎮殿、進香為一身。該神像是為唐山師傅雕塑的，在兩岸交流不便的清代，這類神像相當罕見。每年進香啟駕前，執侍婦女以茉草水為該像沐浴洗淨，然後換上信徒所奉獻的鳳帽，蟒袍，后冠，鳳裙，弓鞋等新衣新袍。為媽祖換裝的女性，除了手腳俐落、聰明外，還需經過擲筊，如當地女性陳生煌自十二歲起就跟母親陳王玉娘見習，在日治時代為該神像沐浴、換裝的工作就由她倆擔任，戰後才由么妹陳瑞雲接替，後來兩人輪番接替。國寶級薪傳獎得主吳清波曾在2006年冬替此像粉面，後2017年夏再由林延樺重新粉面。
安奉於神房前有稱為「黑面二媽」與「粉面三媽」的兩尊神像，前者負責每年遊庄，後者則在該地居民家中辦喜事、聖誕或是鄰近宮廟慶典時受邀作客。像是2018年2月13日，由三媽神轎帶領信眾踏上拱天宮聯絡道（拱天路）作祈福。當日，神轎往路口兩根電線桿衝去，地方居民解讀是神明認為電線桿影響安全，將一根民眾自備電桿經往住宅處遷移，另一根台電電桿也外遷。
供奉的千里眼、順風耳神像為頭戴官帽、腳穿鞋的文身造型，與一般媽祖廟常見武身造型不同；據老一輩傳述，這項淵源與白沙屯媽祖每年到北港朝天宮進香有關聯。 

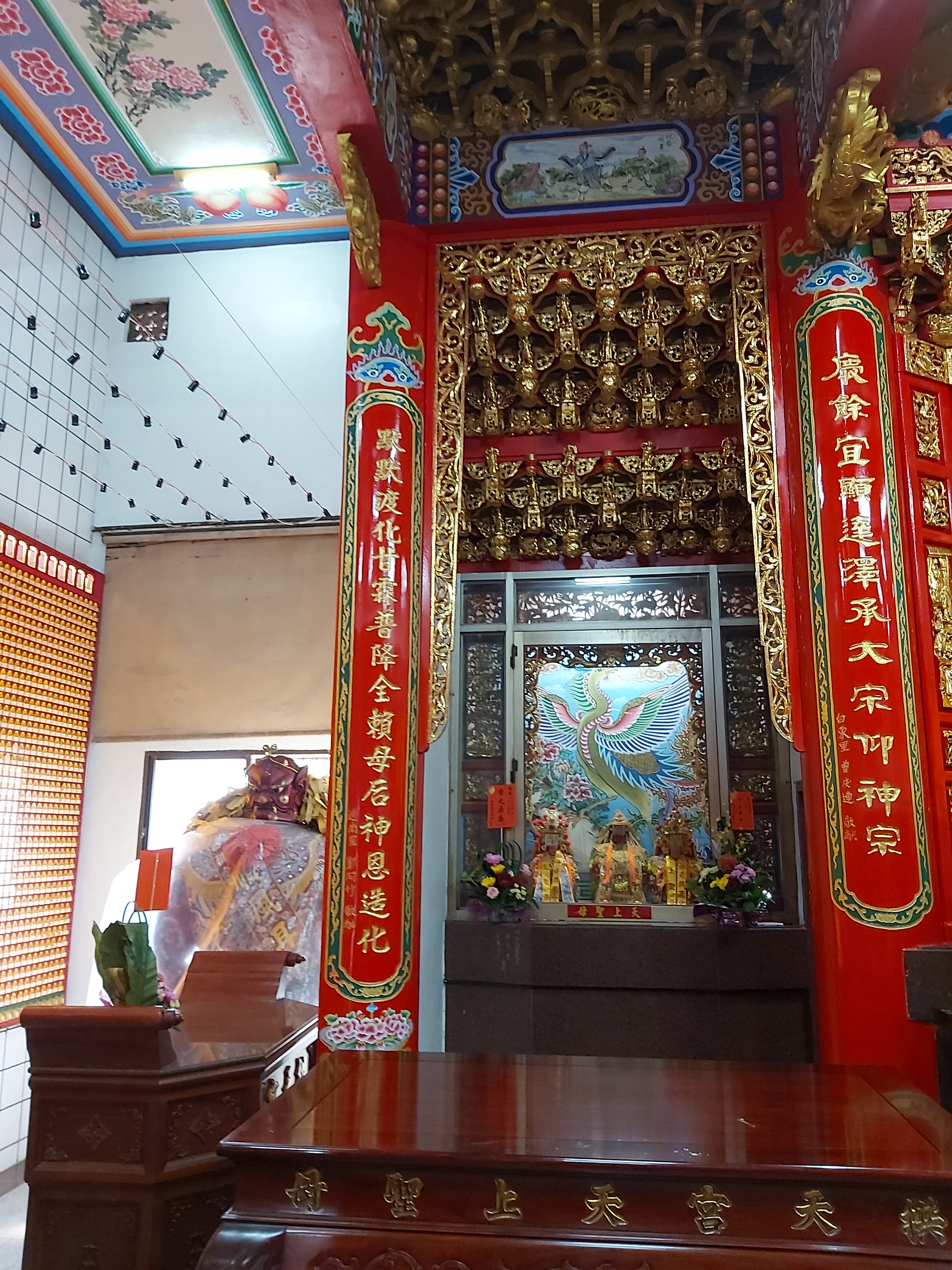
順風耳神像（圖左）與三聖母神龕
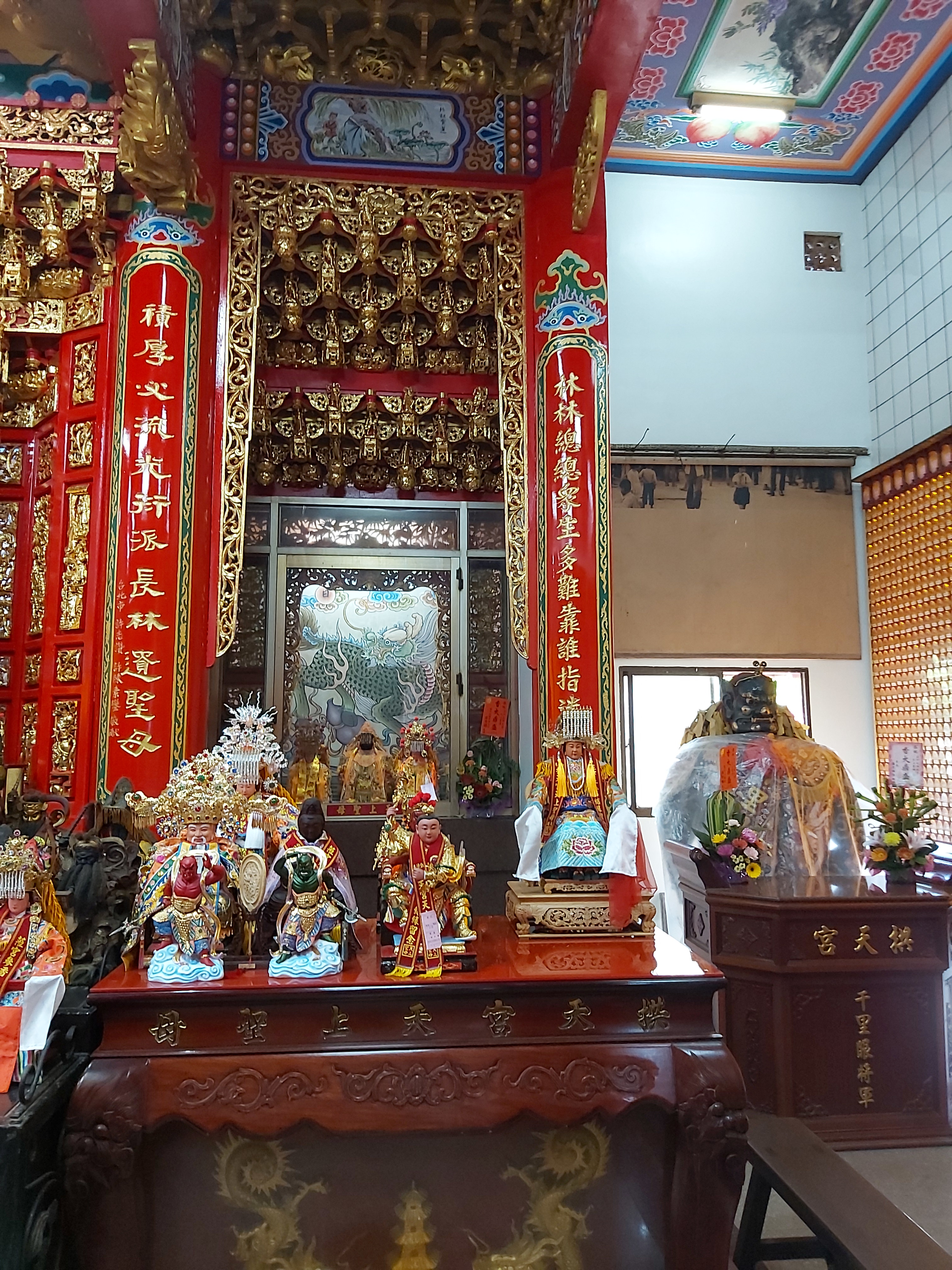
千里眼神像（圖右）與二聖母神龕
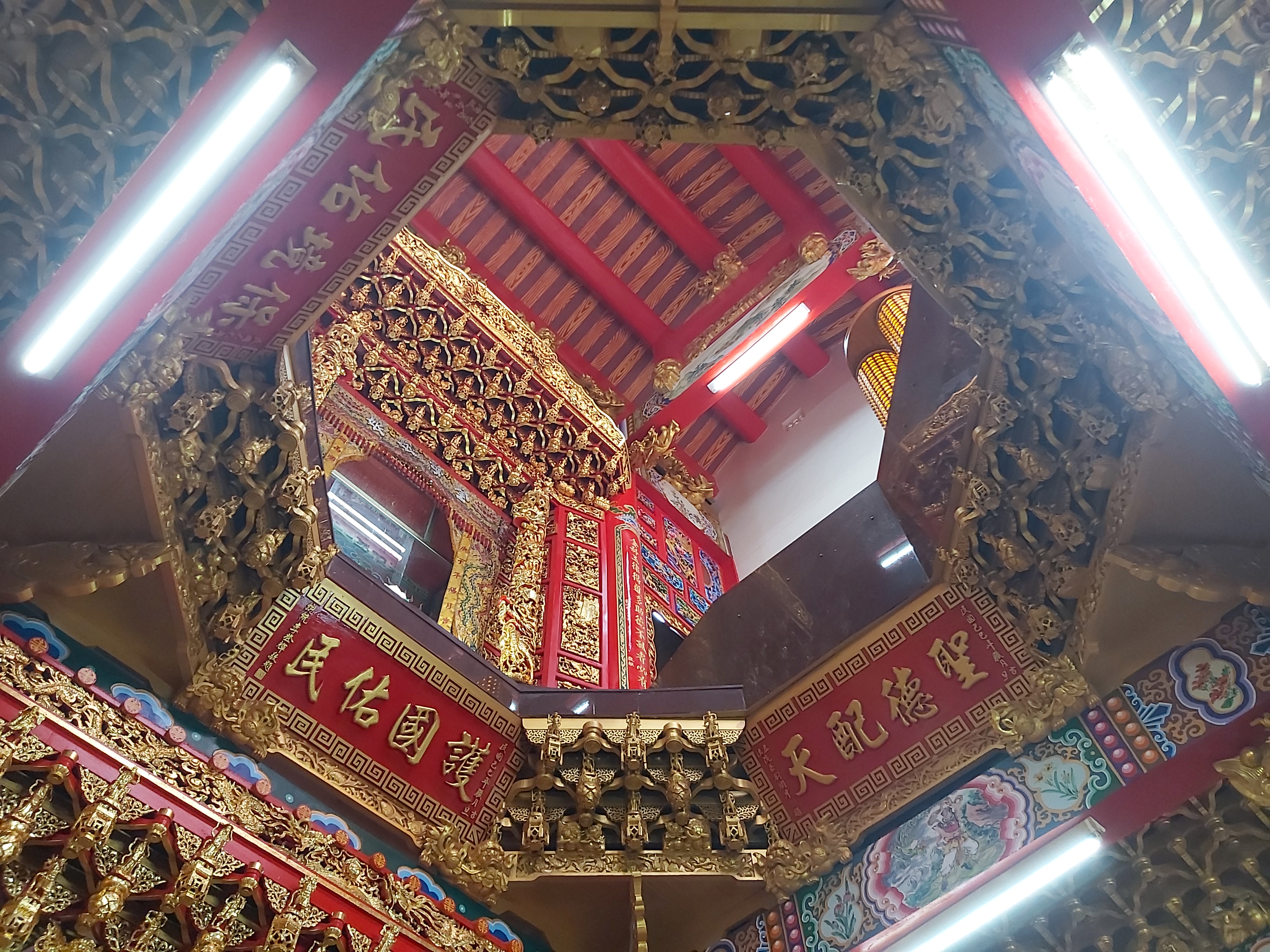
聖父母殿天井
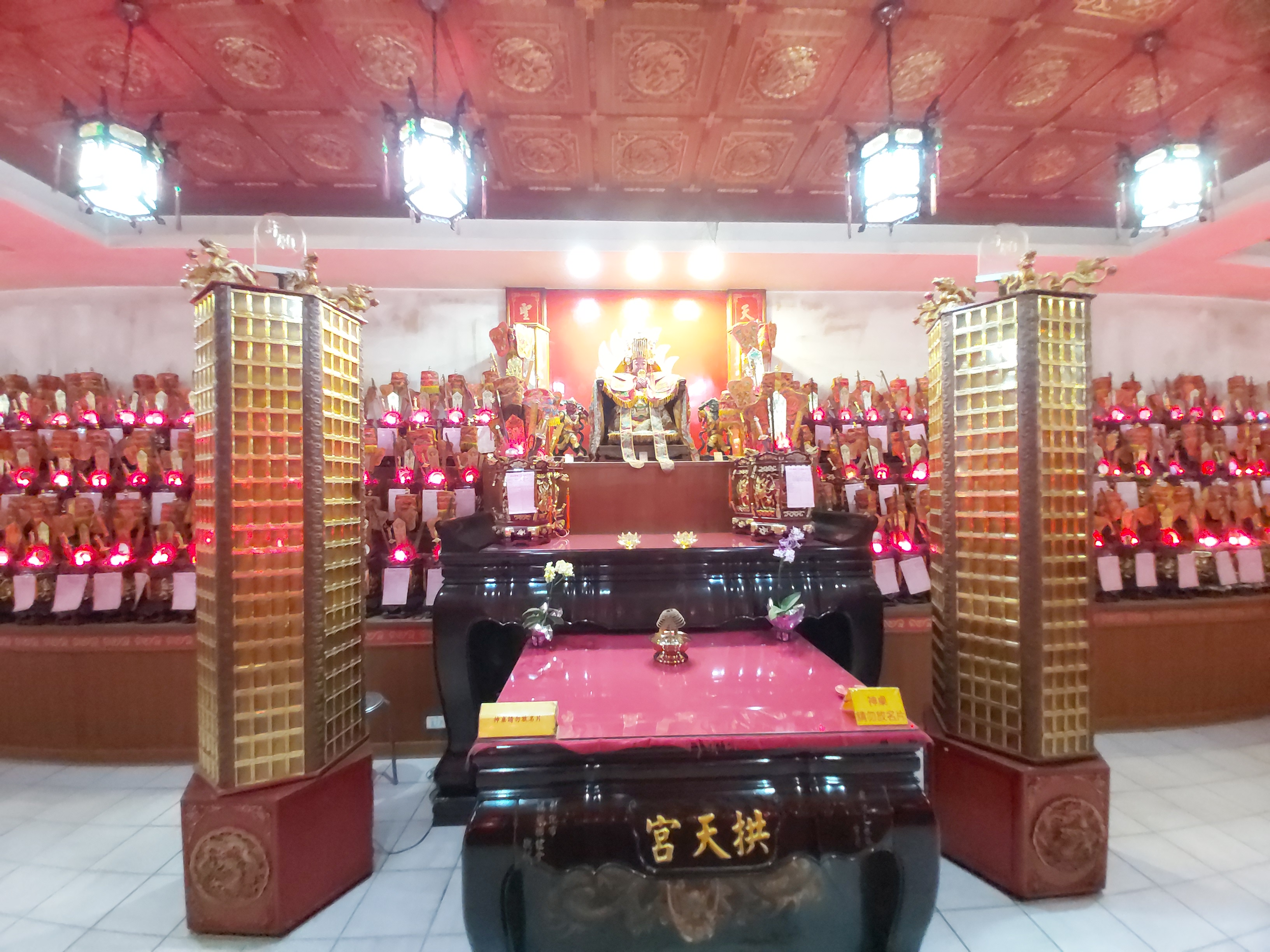
天上聖母斗燈殿

一樓後殿則為聖父母殿、二樓前殿玉皇殿、二樓中殿觀音殿、二樓後殿金母殿、左護堂二樓前殿太歲殿、後殿聖母斗燈殿，右護堂二樓後殿文昌殿、觀音斗燈殿。太歲殿及禮斗殿都是在2011年興建。
廟方在通霄、後龍兩鎮交界過港溪畔有香客大樓，於2010年9月12日落成剪綵，頂樓可遠眺後龍好望角到白沙屯西海岸。

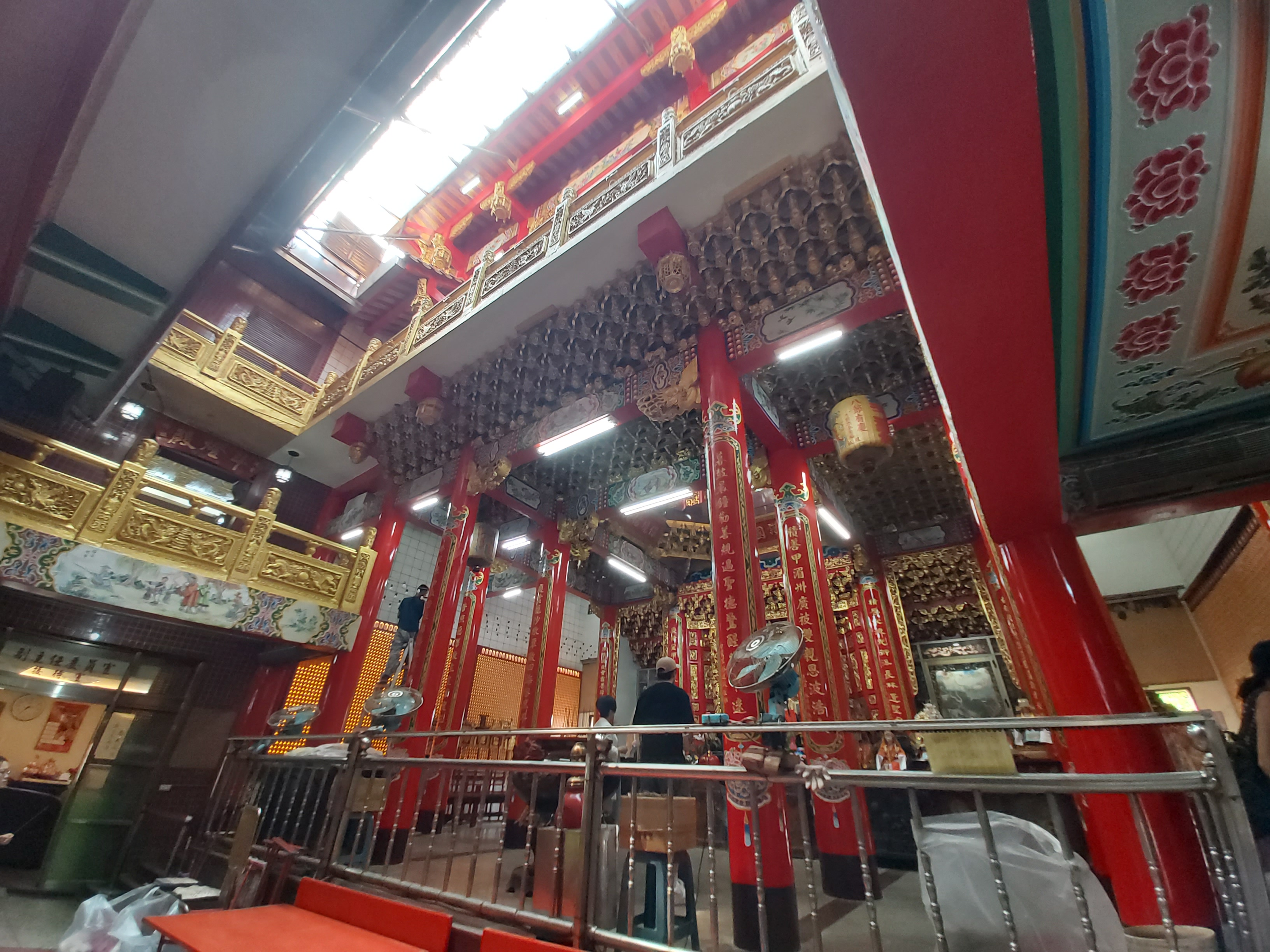
後殿
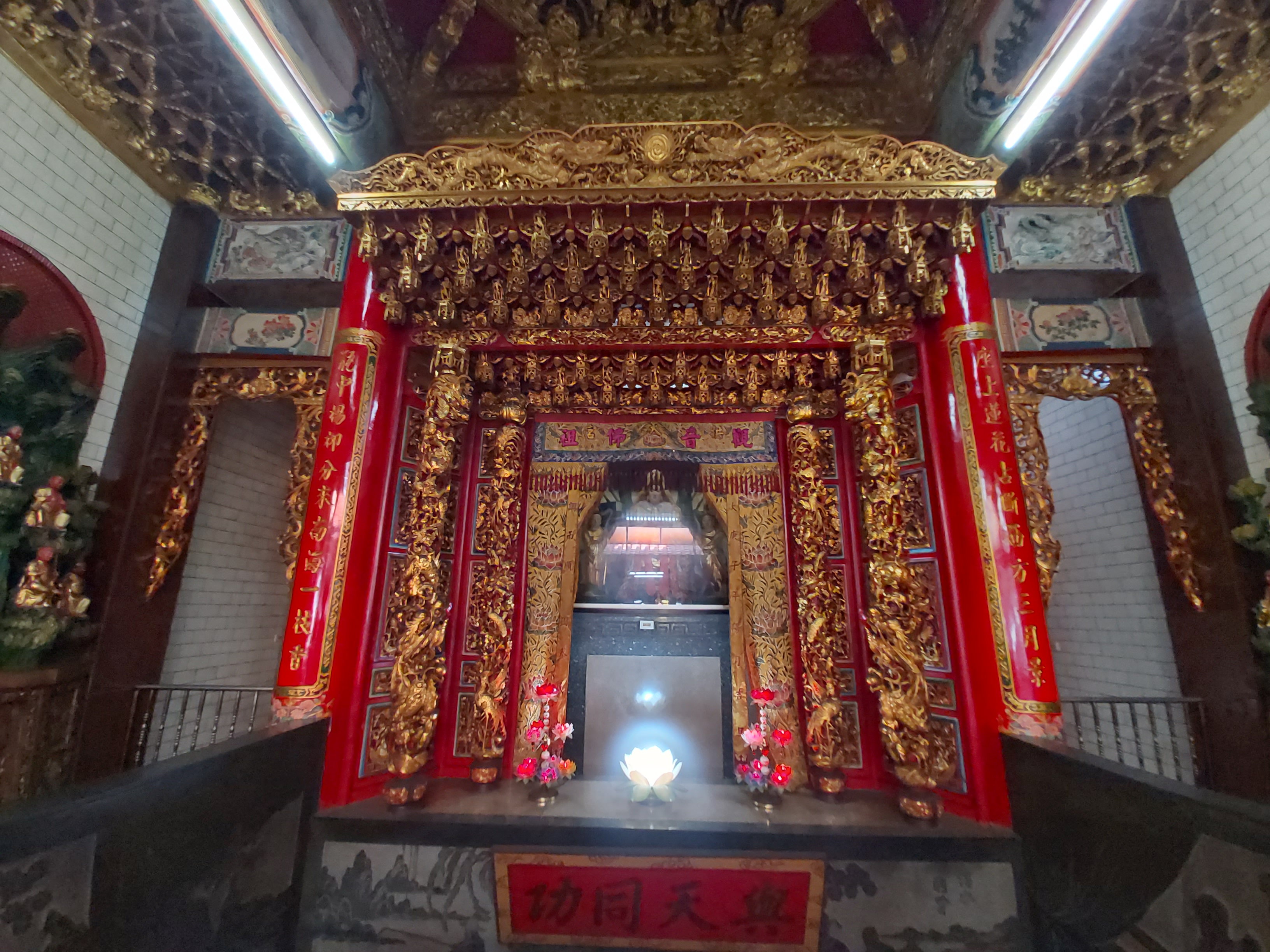
觀音殿
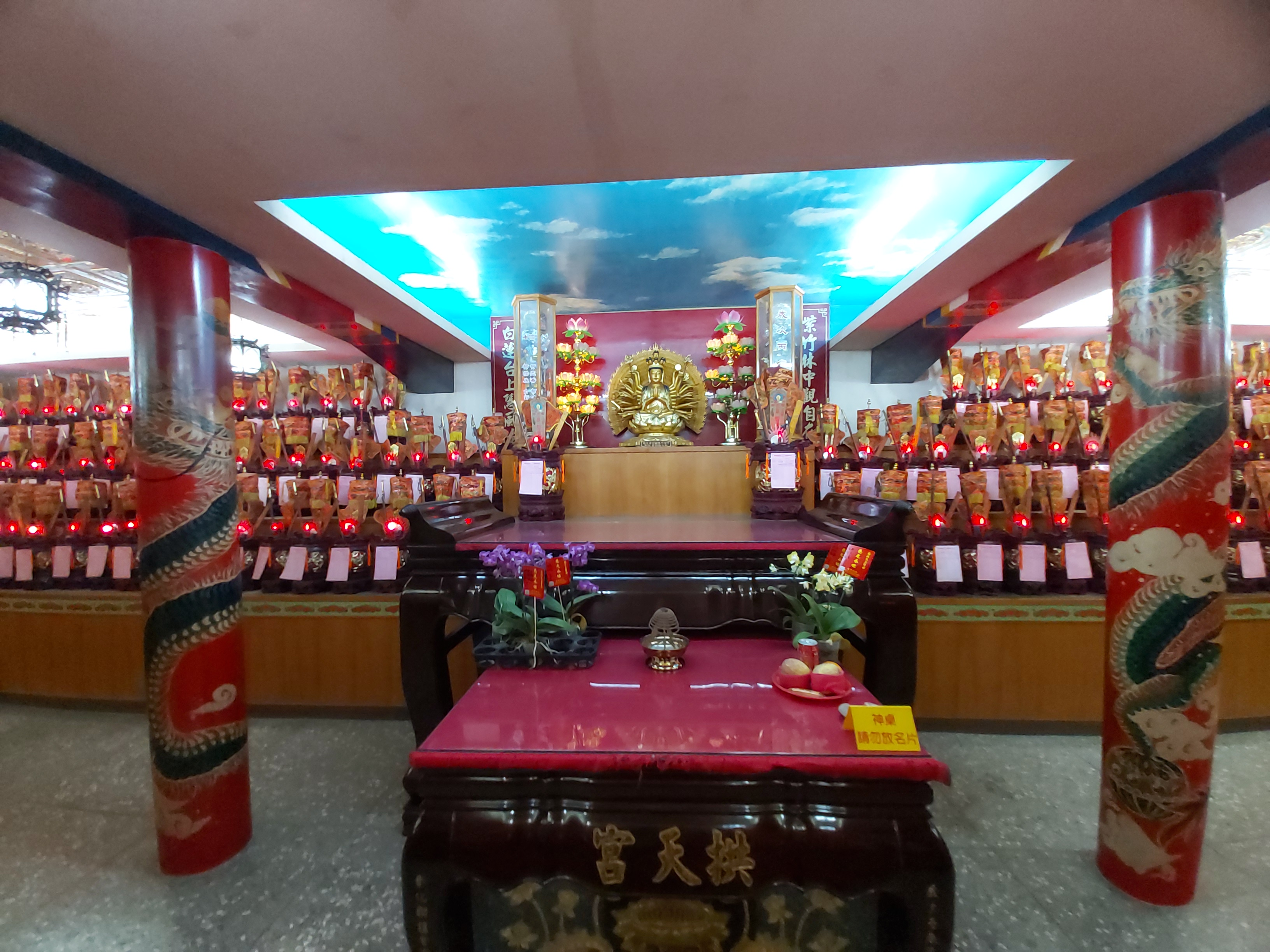
觀音佛祖斗燈殿
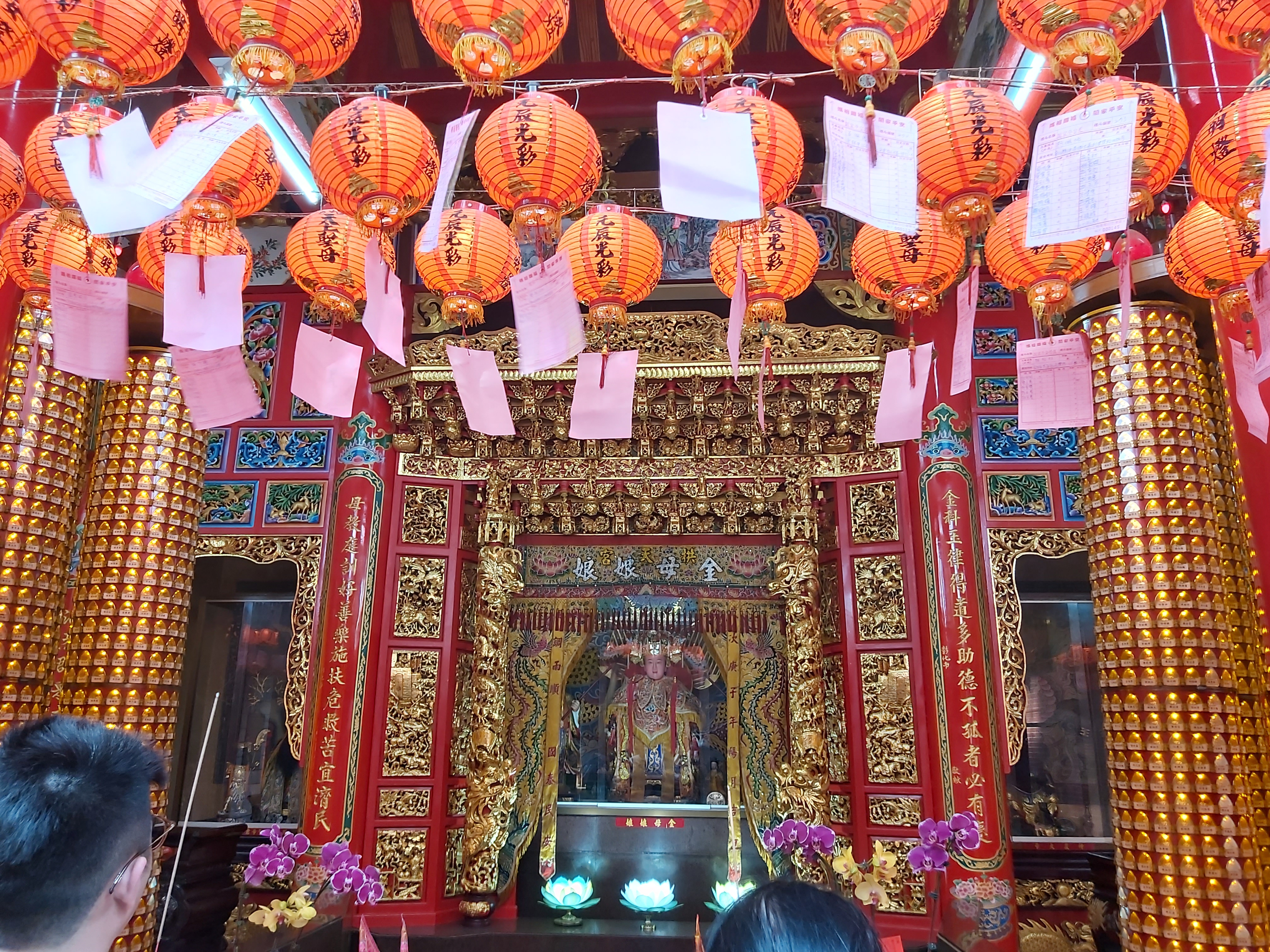
金母殿

## 環境問題
廟宇的環保香爐每天焚燒金銀紙的時間可長達十餘小時，曾引起附近住家抗議。
因來此廟祭拜的人潮眾多，常造成白沙屯平交道壅塞，苗栗縣政府遂於2015年規劃拱天宮聯外道路，總工程經費約新台幣三億三千多萬元。但聯絡道通車後，過年期人潮依然擠爆白沙屯，平交道人車爭道、險象環生，因此廟方計畫將白東里十一鄰道路拓寬、另在白沙屯天德宮周邊興建停車場，盼能紓解參拜車潮。
信徒洪建華為了方便遊客，募集新腳踏車分別放在白沙屯車站、白沙屯天德宮兩處，供往來遊客免費自由騎乘，於2017年6月中旬首上路，獲得不少好評，由老技師駱政雄巡視。

## 進香

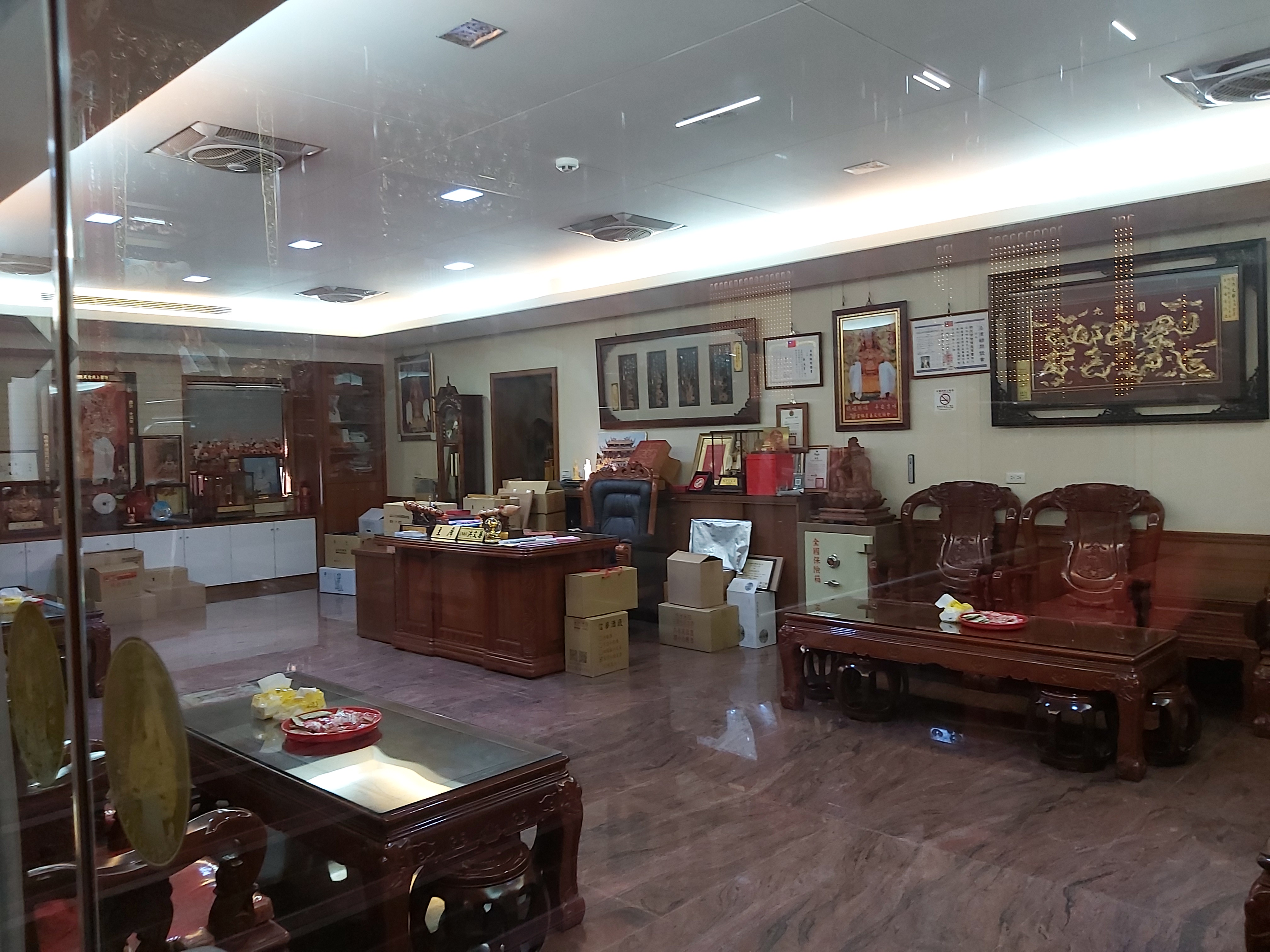
左廂房的主任委員室

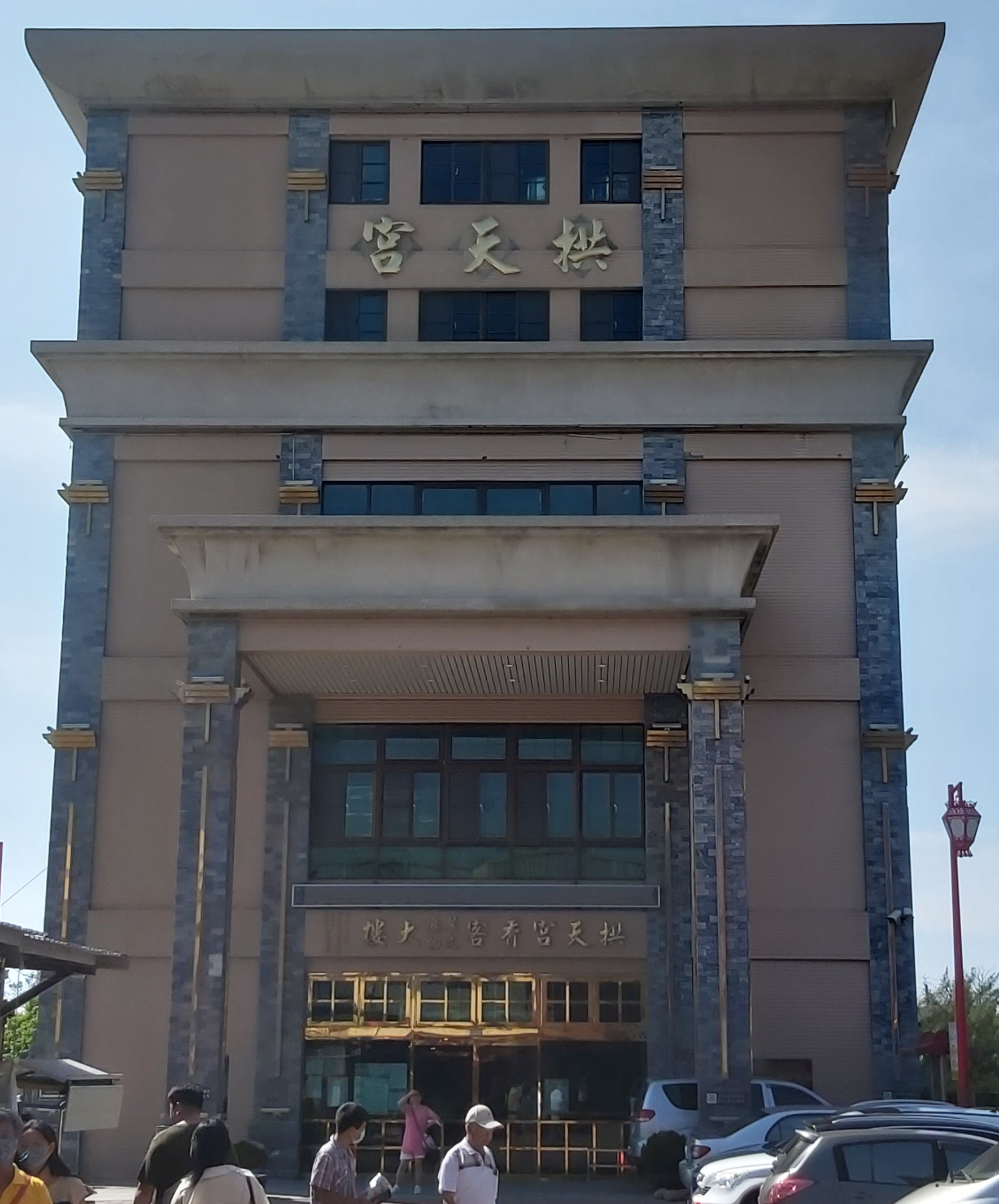
香客餐廳、文物大樓

廟方主任委員洪文華講述，毗鄰海濱的白沙屯居民多數先祖是福建泉州同安、惠安移居而來，自乾隆年間奉請媽祖渡海來台啟肇以來，媽祖已成為當地人最重要的心靈依靠，而白沙屯媽祖徒步進香，乃白沙屯最重要、最具地方特色的活動。該活動在2011年3月6日由文建會正式指定為國家重要民俗文化資產。廟方也與悠遊卡公司合作，在2018年進香前推出悠遊卡，卡片版面除印有白沙屯媽祖神像，卡片製程摻入香灰並過火。
在未建立白沙屯拱天宮前，居民就會組團往北港朝天宮進香。白沙屯媽祖進香時，山邊媽祖神轎也會一同前往，在2009年報導時，長年跟隨進香的山邊居民林梅蘭表示，她祖父曾負責編織山邊媽鑾轎，推估兩尊媽祖同行進香至少數十年以上。
此活動也是通霄男子成年禮之一，起源是第二次世界大戰期間，通霄男子被徵召作軍伕，事先會到此廟祈求庇祐，待平安歸來再參加徒步進香還願。原先通霄鎮的新埔居民也會一同前往進香，但一年進香回鑾途中，兩地陣頭發生爭執，新埔人在1952年另外雕刻開光另一尊媽祖，供自己居民膜拜，後建立廟宇新埔雲天宮。
進香前三天的深夜會舉行「放頭旗」儀式，為將高兩百多公分、旗面繡有白沙屯拱天宮天上聖母等字樣的有雙龍、戟的四方形頭旗，懸掛在廟門的龍柱上，之後做為進香的先鋒旗。
白沙屯進香神轎到達通霄鎮秋茂園時，會在斜對面廣場換轎。該進香最大特色是媽祖神轎每到十字路口，四名轎夫會先停下，在無事先計畫地往其中一條前進。林梅蘭曾聽負責扛轎的人說，白沙屯媽祖與山邊媽祖神轎動作不同，鑾轎前後搖是山邊媽、左右搖是白沙屯媽，若鑾轎繞圈表示兩神正在商量走哪條路，但這沒有根據可言，由於屬於白沙屯拱天宮出轎，可知控制大轎的還是白沙屯媽，此舉也多為香燈腳所樂道。
雖然臺灣各地媽祖在農曆三月進香、遶境，但白沙屯媽祖鮮少與大甲媽祖遶境進香的隊伍交會過，直到2004年4月25日在沙鹿創下首次相遇。2016年3月17日白沙屯媽祖與山邊媽祖曾駐駕於大甲鎮瀾宮董事長顏清標宅，2020年7月5日，白沙屯媽祖與山邊媽祖前往北港朝天宮進香時，停駕大甲鎮瀾宮，由副董事長鄭銘坤迎接媽祖鑾轎，媽祖信眾對此盛事十分興奮。
回鑾時也在秋茂園斜對面同地點，換搭八人抬大轎。
2002年僅3141人報名進香。自2014年，往北港進香首度突破萬人，達1萬1398人，此後逐年不斷攀升。而2023年進香報名截止時，更突破十萬報名人次，達11萬3621人。在2025年，創下歷史新高，有32萬9118人報名進香活動。
2024年進香白沙屯媽祖特地經山線由二水橫跨彰雲大橋進入林內，首次停駕斗六車站、雲林縣府、台大醫院雲林分院，也首次進到斗南市區，所到之處萬人空巷，更創下超過50萬人擠爆北港之盛況，堪稱全台媽祖進香最大場。
2025年5月6日，白沙屯媽祖往北港進香回鑾，睽違200年首度造訪南投縣名間鄉，中午12時11分首次停駕名間修玄宮，17時00分名間中山國小附幼首次停駕休息，17時56分名間鄉松柏嶺受天宮首次駐駕，創下歷年來進香駐駕地勢最高處的紀錄。
2025年5月7日，白沙屯媽祖往北港進香回鑾，晚間20時21分駐駕彰化縣溪湖鎮溪湖糖廠，創下兩項紀錄分別首次觀光地區以及首次糖廠。
2025年5月10日，白沙屯媽祖往北港進香回鑾，下午14點48分駐駕通霄鎮公所，而非通霄慈后宮媽祖廟駐駕，再創下紀錄。

## 遊庄遶境
白沙屯的大媽自北港進香返宮安座後，次日會由二媽遊庄遶境。遶境範圍為白東、白西、南庄、內島及北庄南港村落，
從早上開始，下午陣頭、信徒簇擁二媽神轎返拱天宮，通常會與山邊媽一同遶境。
廟方主委黃木桂解釋大媽進香返宮後要等十二天後再露臉、開爐，一般信徒說法是神明長途進香勞累，所以輪由二媽遶境，十二天後會舉行開爐，由廟方供應湯圓，代表進香圓滿成功。

## 外部連結
- 官方网站[]
- 白沙屯拱天宮的Facebook專頁
- 白沙屯拱天宮的Instagram帳戶
- YouTube上的白沙屯拱天宮頻道